# Tanglin Linchang (bondby i Kina, Heilongjiang Sheng, lat 48,30, long 129,52)
Tanglin Linchang (kinesiska: 汤林林场) är en bondby i Kina. Den ligger i provinsen Heilongjiang, i den nordöstra delen av landet, omkring 360 kilometer nordost om provinshuvudstaden Harbin. Antalet invånare är 1 020. Befolkningen består av 519 kvinnor och 501 män. Barn under 15 år utgör 10,0 %, vuxna 15-64 år 75 %, och äldre över 65 år 14,0 %.
Runt Tanglin Linchang är det ganska glesbefolkat, med 40 invånare per kvadratkilometer. Närmaste större samhälle är Xinqing, 2,1 km söder om Tanglin Linchang. Runt Tanglin Linchang är det i huvudsak tätbebyggt.
Genomsnittlig årsnederbörd är 1 007 millimeter. Den regnigaste månaden är juli, med i genomsnitt 254 mm nederbörd, och den torraste är januari, med 11 mm nederbörd.